# Monster Girl Doctor
Monster Girl Doctor (яп. モンスター娘のお医者さん монсута: мусумэ но оися-сан, Доктор для девушек-монстров) — ранобэ авторства Ёсино Оригути с иллюстрациями художника Z-Ton. С 24 июня 2016 года издательством Shueisha было опубликовано в виде семи томов под импринтом Dash X Bunko.
История была адаптирована и начала выходить в виде манги с иллюстрациями Тацумаки Томасу в веб-журнале Comic Ryū издательства Tokuma Shoten с 26 февраля 2018 года. Также на его основе был создан аниме-сериал студией Arvo Animation. Его премьера состоялась 12 июля 2020 года на телеканале Tokyo MX.

## Сюжет
Город Линдворм, где живут бок о бок люди и монстры. Ещё 10 лет назад эти расы воевали друг с другом. В одной из немногих медицинских клиник этого города, обслуживающих монстров, работает доктор Гленн, человек, и помогает ему его ассистентка ламия Саффи. Это позволяет Гленну привлечь внимание многих девушек-монстров, что, впрочем, он сам наивно не осознаёт.

## Персонажи
Сафентит Нейкс (яп. サーフェンティット・ネイクス Са:фэнтитто Нэйкусу)
Сэйю: Саори Ониси
Молодой доктор - ламия, работающая в клинике со своим другом Гленом Литбейтом, тоже доктором, в клинике. Очень любит Глена, и всячески оберегает его от других девушек-монстров.
Гленн Литбайт (яп. グレン・リトバイト Гурэн Ритобайто)
Сэйю: Сюнити Токи
Молодой доктор - человек, работающий в клинике. Его напарница - доктор Сафентита Нейкс, подруга детства и сокурсница по медицинскому ВУЗу. Всегда готов помочь попавшим в беду.
Тисалия Скифия (яп. ティサリア・スキュテイアー Тисариа Сукютэйа:)
Сэйю: Сара Эми Бридкатт
Кентаврия. Наследница богатого рода. Влюблена в доктора Глена.
Лулала Гейне (яп. ルララ・ハイネ Рурара Хайнэ)
Сэйю: Юкиё Фудзии
Молодая русалка, которую Глен Литбайт вылечел.
Аранья Трантелла Алакунида (яп. アラーニャ・タランテラ・アラクニダ Ара:ня Тарантэра Аракунида)
Сэйю: Ю Симамура
Девушка арахния. Лучшая подруга Сафентиты. Иногда любит с ней выпить. Влюблена в доктора Глена, из-за чего любит подразнить Сафентиту. Является дизайнером одежды, которая шьётся из паутины. Помогала в лечении мера города.

## Медиа

### Ранобэ
Ранобэ написано Ёсино Оригути и проиллюстрировано Z-Ton. Первый том был опубликован издательством Shueisha 24 июня 2016 года, и по состоянию на ноябрь 2019 года вышло уже семь томов.
Автор признавался, что на его работу сильно повлияло Monster Musume, вплоть до того, что он слушает диски этой серии при написании своей истории.
Seven Seas Entertainment лицензировала ранобэ для распространения в США и Канаде, первый том был выпущен им 19 декабря 2017 года.

### Манга
История была адаптирована и начала выходить в виде манги с иллюстрациями Тацумаки Томасу в веб-журнале Comic Ryū издательства Tokuma Shoten с 26 февраля 2018 года.

### Аниме
14 ноября 2019 года компания Bandai Namco Arts объявила об адаптации произведения в виде аниме-сериала. Производством сериала занималась студия Arvo Animation под руководством режиссёра Ёсиаки Ивасаки по сценарию Хидэки Сиранэ. За дизайн персонажей отвечает Хироми Като, музыкальное сопровождение — TO-MAS. Премьера состоялась 12 июля 2020 года на телеканалах Tokyo MX, KBS Kyoto, Sun TV и BS11.

## Критика
В обзоре ранобэ критики отмечают, что сеттинг произведения отлично подходит для построения гарема из девушек-монстров, но, по мнению Терона Мартина, одного из критиков Anime News Network, к сожалению, временами сексуальные моменты вписываются неудачно. Оно пытается совместить сексуальность Monster Musume и более клинический подход Interviews with Monster Girls, но они не сочетаются между собой.

## Примечание
1. ↑  モンスター娘のお医者さん 7 (яп.). Shueisha. Дата обращения: 14 февраля 2020. Архивировано 25 июня 2020 года.
2. 1 2 3  Theron Martin. Review - Monster Girl Doctor (англ.). Anime News Network (6 января 2018). Дата обращения: 26 июня 2020. Архивировано 29 июня 2020 года.
3. ↑  Seven Seas Licenses Monster Girl Doctor Light Novel Series. Anime News Network (20 апреля 2017). Дата обращения: 14 ноября 2019. Архивировано 25 июня 2020 года.
4. 1 2  Monster Girl Doctor Light Novels Gets TV Anime. Anime News Network (13 ноября 2019). Дата обращения: 14 ноября 2019. Архивировано 5 июня 2020 года.
5. ↑  Monster Girl Doctor Anime Premieres in July. Anime News Network (19 марта 2020). Дата обращения: 19 марта 2020. Архивировано 4 июня 2020 года.
6. ↑  Monster Girl Doctor Anime Premieres on July 12. Anime News Network (9 июня 2020). Дата обращения: 9 июня 2020. Архивировано 20 августа 2020 года.